# Calectasia
Calectasia es un género  de plantas con flores perteneciente a la familia Dasypogonaceae. Es nativo del oeste de Australia. Comprende 11 especies descritas y  aceptadas.

## Taxonomía
El género fue descrito por Robert Brown  y publicado en Prodromus Florae Novae Hollandiae 263. 1810. La especie tipo es: Calectasia cyanea R.Br. 

## Especies aceptadas
A continuación se brinda un listado de las especies del género Calectasia aceptadas hasta febrero de 2014, ordenadas alfabéticamente. Para cada una se indica el nombre binomial seguido del autor, abreviado según las convenciones y usos.
- Calectasia browneana Keighery, K.W.Dixon & R.L.Barrett
- Calectasia cyanea R.Br.
- Calectasia gracilis Keighery
- Calectasia grandiflora L.Preiss
- Calectasia hispida R.L.Barrett & K.W.Dixon
- Calectasia intermedia Sond.
- Calectasia keigheryi R.L.Barrett & K.W.Dixon
- Calectasia narragara R.L.Barrett & K.W.Dixon
- Calectasia obtusa R.L.Barrett & K.W.Dixon
- Calectasia palustris R.L.Barrett & K.W.Dixon
- Calectasia pignattiana K.W.Dixon & R.L.Barrett